# Herb województwa chełmińskiego
Herb województwa chełmińskiego – herb ziemski, symbol województwa chełmińskiego wchodzącego w skład Korony Królestwa Polskiego.

## Blazonowanie
W polu srebrnym orzeł czarny, z koroną złotą na szyi, z której wychyla się ręka zbrojna dzierżąca wzniesiony miecz.
W polu czerwonym orzeł biały o jednej głowie z koroną na szyi i wystającą z prawego skrzydła ręką człowieka zbrojnego, trzymającą miecz nad głową orła, do cięcia podniesiony.

## Opis
Herb w wersji z czarnym orłem mieczowy w polu białym był również herbem województwa malborskiego i Prus Królewskich. Po I rozbiorze herb został poddany stylizacji pruskiej w wersji wielkiej, średniej oraz małej i stał się herbem Prus Zachodnich.

## Historia
Herb województwa chełmińskiego, malborskiego oraz Prus Królewskich ustanowił król Kazimierz Jagiellończyk po wydaniu aktu inkorporacji ziem pruskich w 1454 r. na prośbę stanów pruskich. W okresie polonizacji Prus Królewskich w czasach nowożytnych orzeł mieczowy przyjął kolor biały na czerwonym polu. 
3 lipca 1919 roku głównodowodzący Sił Zbrojnych w byłym zaborze pruskim generał piechoty Józef Dowbor-Muśnicki nadał Toruńskiemu Pułkowi Strzelców „odznaki na kołnierzu w odstępie jednego centymetra od ogólnej odznaki Wojsk Wielkopolskich – z herbu województwa chełmińskiego: orzeł biały z koroną złotą na szyi, ze złotymi łapami i mieczem złotym wzniesionym do góry”. Orzeł mógł być wyszywany lub metalowy nakładany.

## Galeria

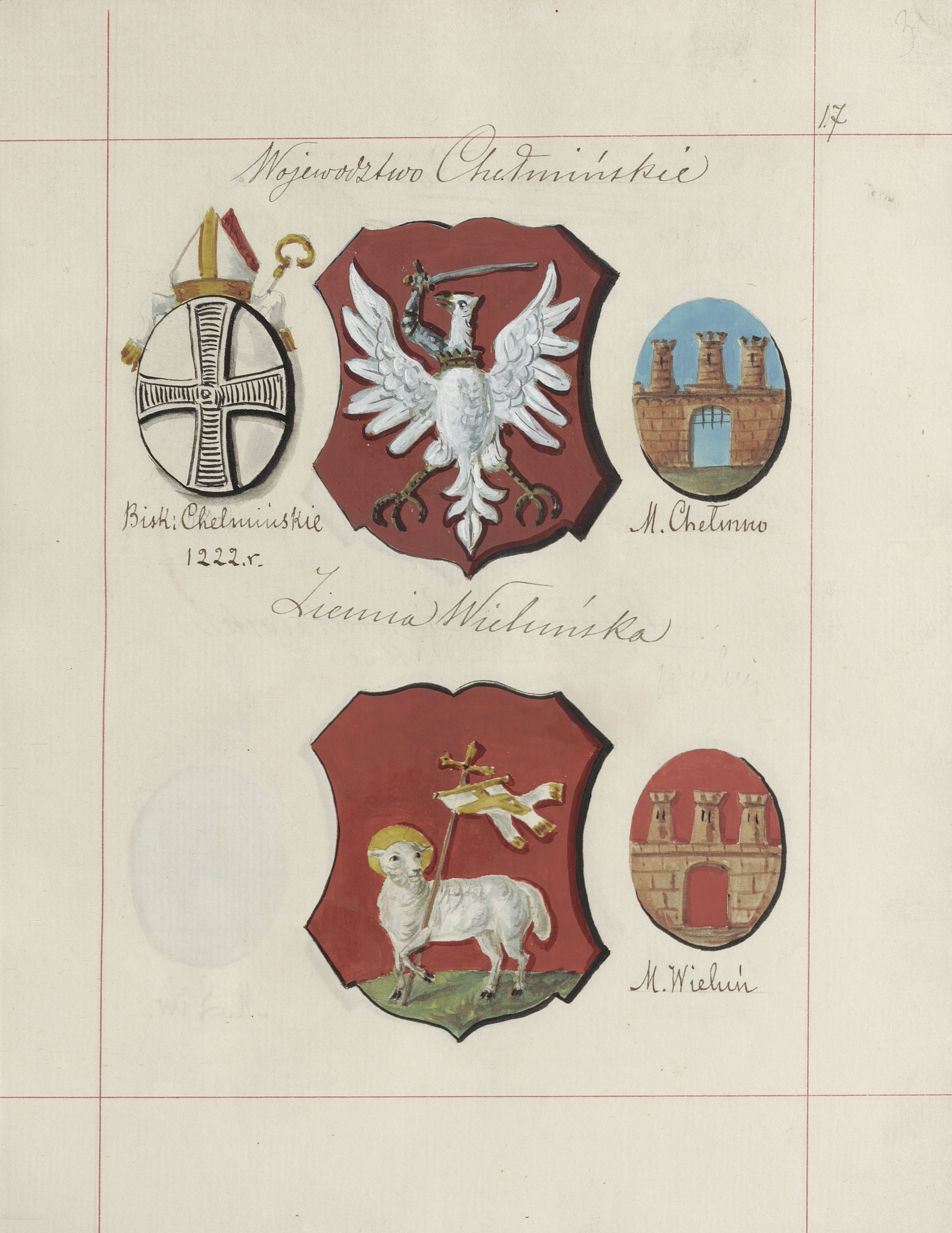
Wizerunek herbu w wersji spolszczonej z herbarza Bolesława Starzyńskiego
Herb Prus Królewskich
Herb wielki Prus Zachodnich
Herb mały Prus Zachodnich
Herb Marchii Granicznej Poznańsko-Zachodniopruskiej
Herb województwa toruńskiego
Herb powiatu toruńskiego
Herb powiatu chełmińskiego
Herb powiatu wąbrzeskiego
Herb Wąbrzeźna